# Multisensorlog
Een multisensorlog is een log dat de vaart van een schip nauwkeurig bepaald door verschillende soorten sensoren te gebruiken. Een 'satellietlog' wordt gecombineerd met een 'elektromagnetisch log' en/of een 'Dopplerlog'. De integratie van de drie systemen zorgt voor een maximale flexibiliteit en nauwkeurigheid. De informatie wordt verwerkt in een elektronische eenheid. Deze eenheid visualiseert de gegevens over de snelheid op een display. 

## Elektromagnetische sensor
De elektromagnetische sensor bevat een spoel die, wanneer geactiveerd door een wisselstroom, een magnetisch veld produceert rond de sensor in het omringende water. Door de beweging van het schip in het water ontstaat er een elektromagnetisch veld evenredig aan de snelheid door het water.

## Doppler sensor
De Doppler sensor maakt gebruik van het Dopplerfrequentieverschuivingseffect om de snelheid door het water te bepalen.

## Satellietsensor
De satellietsensor gebruikt satellietsignalen om de langsscheepse en dwarsscheepse snelheid over de grond van een schip te bepalen. 
Een satellietsensor ontvangt zijn signaal van de satellieten van het gps-satellietnavigatiesysteem. De antenne van het systeem is een dubbele satellietantenne die in het langsscheepse vlak geplaatst is om overeen te komen me de voorligging van het schip. De ontvangen informatie en informatie afkomstig van het gyrokompas worden verwerkt in een elektronische eenheid om zo de bewegingsvectoren te bepalen.